# نبرد صنعا (۲۰۱۷)
نبرد صنعا (۲۰۱۷)، نبردی میان نیروهای وفادار به علی عبدالله صالح و جنبش حوثی‌ها در پایتخت یمن، صنعا بود. این دو گروه در زمان تصرف یمن توسط حوثی‌ها متحد بودند اما این اتحاد با تصمیم صالح برای مذاکره با عربستان سعودی و امارات متحده عربی شکسته شد.